# Holý kameň
Holý kameň je národní přírodní rezervace v oblasti Slovenský ráj.
Nachází se v katastrálním území obce Smižany v okrese Spišská Nová Ves v Košickém kraji. Území bylo vyhlášeno v roce 1976 na rozloze 210,87 ha. Ochranné pásmo nebylo stanoveno.